# III. Margit flamand grófnő
Male-i Margit (1350. április 13. – 1405. március 16.) középkori flamand nemesasszony, 1384-től Flandria, Nevers, Rethel, Artois és Burgundia grófnője, házasságai révén burgundi hercegné, illetve anyja révén Brabant és Limburg hercegségek örököse.

## Élete
Apja II. Lajos flamand gróf, anyja Brabanti Margit, III. János brabanti herceg lánya. 1384-ben apja halála után Flandria, Nevers, Rethel, Artois és Burgundia grófnője, antwerpeni őrgrófnő, Mechelen úrnője. Anyja után ő volt a Brabanti Hercegség örököse.
1357-ben pápai engedéllyel az akkor hétéves Margitot feleségül adták Rouvres-i Fülöphöz (1346–1361), IV. Odó burgundi herceg unokájához és örököséhez, aki Franche-Comté és Artois grófja (1347–1361), Burgundia hercege (1350–1361), Auvergne és Boulogne grófja (1360–1361) volt. A házasságot azonban nem hálták el, mivel Fülöp 1361-ben, 15 évesen pestisben meghalt. Fülöp halálával a burgundi hercegség visszaszállt II. János francia királyra, aki 1363-ban legfiatalabb fiának, Merész Fülöpnek adta.

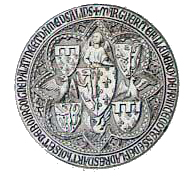
Margit uralkodása alatt vert pénzérme

1364-ben, feltehetően apja kívánságára, eljegyezték Langley Eduárddal, III. Eduárd angol király és Hainaut-i Filippa fiával. Azonban az hainaut-i gróf, a brabanti herceg és legfőképpen a francia király ellenezte a házasságot és elérte V. Orbán pápánál, hogy vérrokonságra hivatkozva ne adja meg az engedélyt.
1369. június 19-én Gentben ment másodszor feleségül, férje Fülöp, II. János francia király fia, burgundi herceg. Amikor Margit apja meghalt, a pár együtt örökölte Artois, Franche-Comté, Flandria, Nevers és Rethel grófságokat. Fülöp 1390-ben megkapta még Charolais grófságot. A házassággal Fülöp és családja birtokába kerültek a németalföldi államok, élükön Flandriával, amely a textiliparnak köszönhetően Európa egyik legvirágzóbb és leggazdagabb térsége volt.
1396-ban az idős Johanna brabanti hercegnő Margitot nevezte meg utódjának, a brabanti és limburgi hercegi címek várományosának. A brabanti nemesség kezdetben ellene volt Margit öröklésének, de amikor fiatalabbik fiát, Antalt nevezte ki a hercegi cím várományosának, beleegyeztek az öröklésbe.
Fülöp 1404-ben, Margit a rákövetkező évben halt meg, a feljegyzések szerint boldog házaséletet éltek és férje imádta, ajándékokkal, ékszerekkel, virágokkal kedveskedett neki. Örökösük legidősebb fiuk, János lett, aki megkapta a burgundi hercegséget, míg Antal fiuk örökölte Brabant és Limburg hercegségeket.

## Családja és leszármazottai

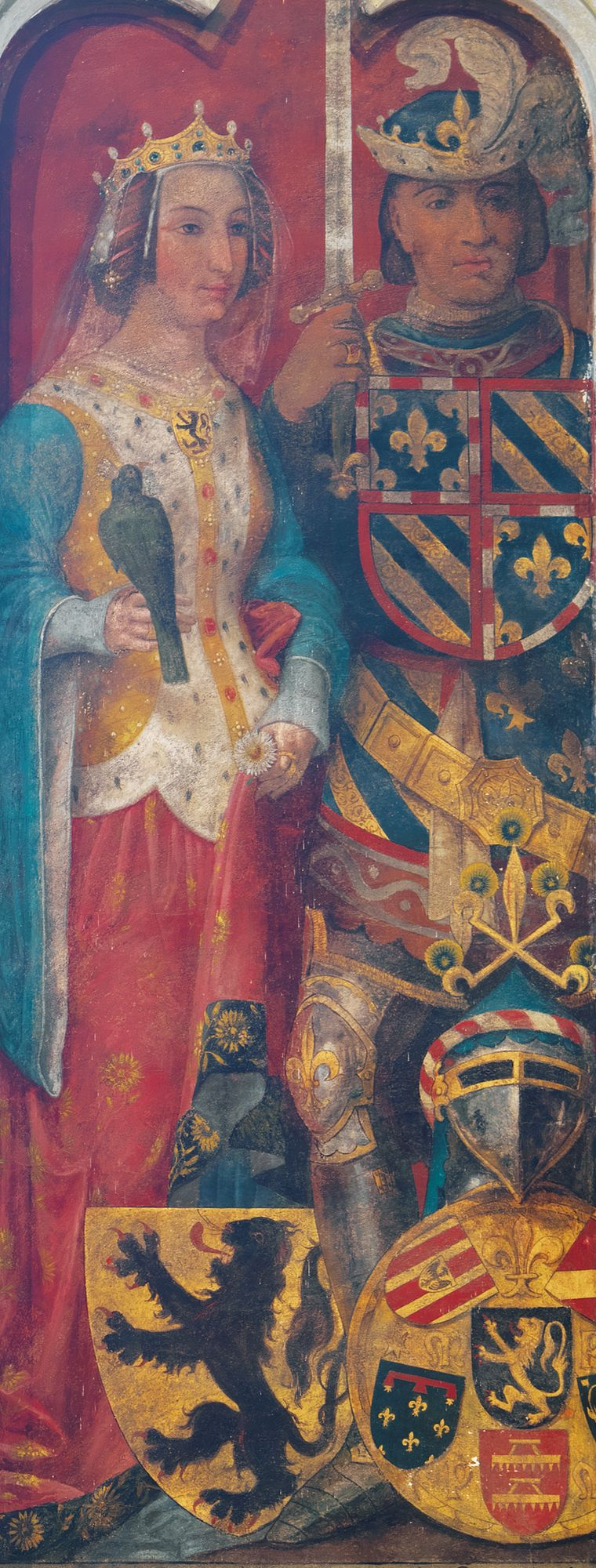
Margit és második férje, II. Fülöp burgundi herceg a kortrijki Miasszonyunk-templom grófi kápolnájának falfestményén

Első férje (pápai engedély 1356-ban, házasság 1357-ben) Rouvres-i Fülöp (1346–1361), Bourgogne-i Fülöp Artois, Franche-Comté grófja és I. Johanna, Auvergne és Boulogne grófnőjének fia, IV. Odó burgundi herceg unokája. A házasságot azonban nem hálták el és Fülöp 1361-ben meghalt.
1369. június 19-én Gentben ment másodszor feleségül, férje Fülöp, II. János francia király és Luxemburgi Bona fia, burgundi herceg. A házasságból kilenc gyermek született:
- János (1371–1419),[4] aki 1404-ben apja után burgundi herceg lett Rettenthetetlen János néven.
- Károly (1372–1373)
- Margit (1374–1441), 1385-től Mortagne grófnője. Férje (1385. április 12.) II. Vilmos bajor herceg (1365–1417), I. Albert bajor herceg és Margareta von Brieg fia, később IV. Vilmos néven hainaut-i gróf, Holland és Zeeland grófja (1404–1417).
- Lajos (1377–1378)
- Katalin (1378–1425), első férje (1392 - Dijon, 1393 - Bécs) Habsburg Lipót (1371–1411), III. Lipót osztrák herceg és Verde di Milan fia, 1396-1406 között tiroli gróf, 1404-től Stájerország, 1406-tól Ausztria hercege. Második férje (1419) Maximin von Rappoltstein.
- Bonne (1379–1399), halála előtt eljegyezték Bourbon Jánossal, II. Lajos Bourbon hercege fiával.
- Mária (1386–1422), férje (1393)[5] Amadé, VII. Amadé savoyai gróf és Bonne de Berry fia (1386–1451). 1391-ben VIII. Amadé néven örökölte a grófi címet, majd 1417-ben Zsigmond német király hercegi címet adományozott neki.
- Antal (1384–1415)[4] 1404-től Brabant és Limburg hercege, antwerpeni őrgróf, 1405-től Rethel grófja.
- Fülöp (1389–1415)[4] Nevers és Rethel grófja.

## Fordítás
- Ez a szócikk részben vagy egészben  a   Margaret III, Countess of Flanders című angol Wikipédia-szócikk fordításán alapul.  Az eredeti cikk szerkesztőit annak laptörténete sorolja fel. Ez a jelzés csupán a megfogalmazás eredetét és a szerzői jogokat jelzi, nem szolgál a cikkben szereplő információk forrásmegjelöléseként.